# Dermane Karim
Dermane Karim (Sokodé, 26 dicembre 2003) è un calciatore togolese, centrocampista del Lorient, in prestito dal Lommel, e della nazionale togolese.

## Carriera

### Club
È cresciuto nei settori giovanili di WAFA e Planète Foot. Il 1º febbraio 2022 ha firmato il suo primo contratto professionistico con gli olandesi del Feyenoord, valido fino al 2026. L'11 maggio successivo ha esordito in Eredivisie, disputando l'incontro vinto 1-0 in trasferta contro il Go Ahead Eagles, subentrando all'83' a Philippe Sandler.

### Nazionale
Nel 2022 ha giocato due partite con la nazionale togolese Under-23, realizzandovi anche una rete.
Il 24 marzo 2022 ha esordito con la nazionale maggiore, disputando l'amichevole vinta 3-0 contro la Sierra Leone. Il 24 settembre successivo ha realizzato il suo primo gol con il Togo nell'amichevole persa 2-1 contro la Costa d'Avorio.

## Statistiche

### Presenze e reti nei club
Statistiche aggiornate al 3 giugno 2022.
| Stagione        | Squadra         | Campionato      | Campionato | Campionato | Coppe nazionali | Coppe nazionali | Coppe nazionali | Coppe continentali | Coppe continentali | Coppe continentali | Altre coppe | Altre coppe | Altre coppe | Totale | Totale |
| Stagione        | Squadra         | Comp            | Pres       | Reti       | Comp            | Pres            | Reti            | Comp               | Pres               | Reti               | Comp        | Pres        | Reti        | Pres   | Reti   |
| --------------- | --------------- | --------------- | ---------- | ---------- | --------------- | --------------- | --------------- | ------------------ | ------------------ | ------------------ | ----------- | ----------- | ----------- | ------ | ------ |
| feb.-giu. 2022  | Feyenoord       | ERE             | 1          | 0          | CO              | -               | -               | UECL               | 0                  | 0                  |             | -           | -           | 1      | 0      |
| Totale carriera | Totale carriera | Totale carriera | 1          | 0          |                 | -               | -               |                    | 0                  | 0                  |             | -           | -           | 1      | 0      |

### Cronologia presenze e reti in nazionale
| Cronologia completa delle presenze e delle reti in nazionale ― Togo | Cronologia completa delle presenze e delle reti in nazionale ― Togo | Cronologia completa delle presenze e delle reti in nazionale ― Togo | Cronologia completa delle presenze e delle reti in nazionale ― Togo | Cronologia completa delle presenze e delle reti in nazionale ― Togo | Cronologia completa delle presenze e delle reti in nazionale ― Togo | Cronologia completa delle presenze e delle reti in nazionale ― Togo | Cronologia completa delle presenze e delle reti in nazionale ― Togo |
| Data                                                                | Città                                                               | In casa                                                             | Risultato                                                           | Ospiti                                                              | Competizione                                                        | Reti                                                                | Note                                                                |
| ------------------------------------------------------------------- | ------------------------------------------------------------------- | ------------------------------------------------------------------- | ------------------------------------------------------------------- | ------------------------------------------------------------------- | ------------------------------------------------------------------- | ------------------------------------------------------------------- | ------------------------------------------------------------------- |
| 24-3-2022                                                           | Aksu                                                                | Sierra Leone                                                        | 0 – 3                                                               | Togo                                                                | Amichevole                                                          | -                                                                   | 76’                                                                 |
| 3-6-2022                                                            | Lomé                                                                | Togo                                                                | 2 – 2                                                               | eSwatini                                                            | Qual. Coppa d'Africa 2023                                           | -                                                                   | 46’                                                                 |
| 24-9-2022                                                           | Le Petit-Quevilly                                                   | Costa d'Avorio                                                      | 2 – 1                                                               | Togo                                                                | Amichevole                                                          | 1                                                                   |                                                                     |
| 27-9-2022                                                           | Casablanca                                                          | Guinea Equatoriale                                                  | 2 – 2                                                               | Togo                                                                | Amichevole                                                          | -                                                                   |                                                                     |
| 24-3-2023                                                           | Marrakech                                                           | Burkina Faso                                                        | 1 – 0                                                               | Togo                                                                | Qual. Coppa d'Africa 2023                                           | -                                                                   | 90’                                                                 |
| 28-3-2023                                                           | Lomé                                                                | Togo                                                                | 1 – 1                                                               | Burkina Faso                                                        | Qual. Coppa d'Africa 2023                                           | -                                                                   |                                                                     |
| 14-6-2023                                                           | Johannesburg                                                        | Togo                                                                | 2 – 0                                                               | Lesotho                                                             | Amichevole                                                          | -                                                                   | 63’                                                                 |
| 18-6-2023                                                           | Cape Town                                                           | eSwatini                                                            | 0 – 2                                                               | Togo                                                                | Qual. Coppa d'Africa 2023                                           | -                                                                   |                                                                     |
| 10-9-2023                                                           | Lome                                                                | Togo                                                                | 3 – 2                                                               | Capo Verde                                                          | Qual. Coppa d'Africa 2023                                           | -                                                                   |                                                                     |
| 16-11-2023                                                          | Benghazi                                                            | Sudan                                                               | 1 – 1                                                               | Togo                                                                | Qual. Mondiali 2026                                                 | -                                                                   |                                                                     |
| 21-11-2023                                                          | Lomé                                                                | Togo                                                                | 0 – 0                                                               | Senegal                                                             | Qual. Mondiali 2026                                                 | -                                                                   |                                                                     |
| 22-3-2024                                                           | Mohammedia                                                          | Niger                                                               | 1 – 2                                                               | Togo                                                                | Amichevole                                                          | 2                                                                   |                                                                     |
| 26-3-2024                                                           | Casablanca                                                          | Libia                                                               | 1 – 1                                                               | Togo                                                                | Amichevole                                                          | -                                                                   | 71’                                                                 |
| 5-6-2024                                                            | Lomé                                                                | Togo                                                                | 1 – 1                                                               | Sudan del Sud                                                       | Qual. Mondiali 2026                                                 | -                                                                   |                                                                     |
| 9-6-2024                                                            | Kinshasa                                                            | RD del Congo                                                        | 1 – 0                                                               | Togo                                                                | Qual. Mondiali 2026                                                 | -                                                                   |                                                                     |
| 6-9-2024                                                            | Lomé                                                                | Togo                                                                | 1 – 1                                                               | Liberia                                                             | Qual. Coppa d'Africa 2025                                           | -                                                                   | 90+3’                                                               |
| 9-9-2024                                                            | Malabo                                                              | Guinea Equatoriale                                                  | 2 – 2                                                               | Togo                                                                | Qual. Coppa d'Africa 2025                                           | -                                                                   | 87’                                                                 |
| 10-10-2024                                                          | Annaba                                                              | Algeria                                                             | 5 – 1                                                               | Togo                                                                | Qual. Coppa d'Africa 2025                                           | -                                                                   | 90’                                                                 |
| 14-10-2024                                                          | Lomé                                                                | Togo                                                                | 0 – 1                                                               | Algeria                                                             | Qual. Coppa d'Africa 2025                                           | -                                                                   |                                                                     |
| 13-11-2024                                                          | Monrovia                                                            | Liberia                                                             | 1 – 0                                                               | Togo                                                                | Qual. Coppa d'Africa 2025                                           | -                                                                   |                                                                     |
| 17-11-2024                                                          | Lomé                                                                | Togo                                                                | 3 – 0                                                               | Guinea Equatoriale                                                  | Qual. Coppa d'Africa 2025                                           | -                                                                   |                                                                     |
| 22-3-2025                                                           | Lomé                                                                | Togo                                                                | 2 – 2                                                               | Mauritania                                                          | Qual. Mondiali 2026                                                 | -                                                                   |                                                                     |
| 25-3-2025                                                           | Dakar                                                               | Senegal                                                             | 2 – 0                                                               | Togo                                                                | Qual. Mondiali 2026                                                 | -                                                                   |                                                                     |
| Totale                                                              |                                                                     | Presenze                                                            | 23                                                                  |                                                                     | Reti                                                                | 3                                                                   |                                                                     |